# Jüdischer Friedhof (Karnobat)
Koordinaten: 42° 37′ 45″ N, 26° 59′ 30″ O
Der Jüdische Friedhof Karnobat ist ein jüdischer Friedhof in der Stadt Karnobat in Südostbulgarien.

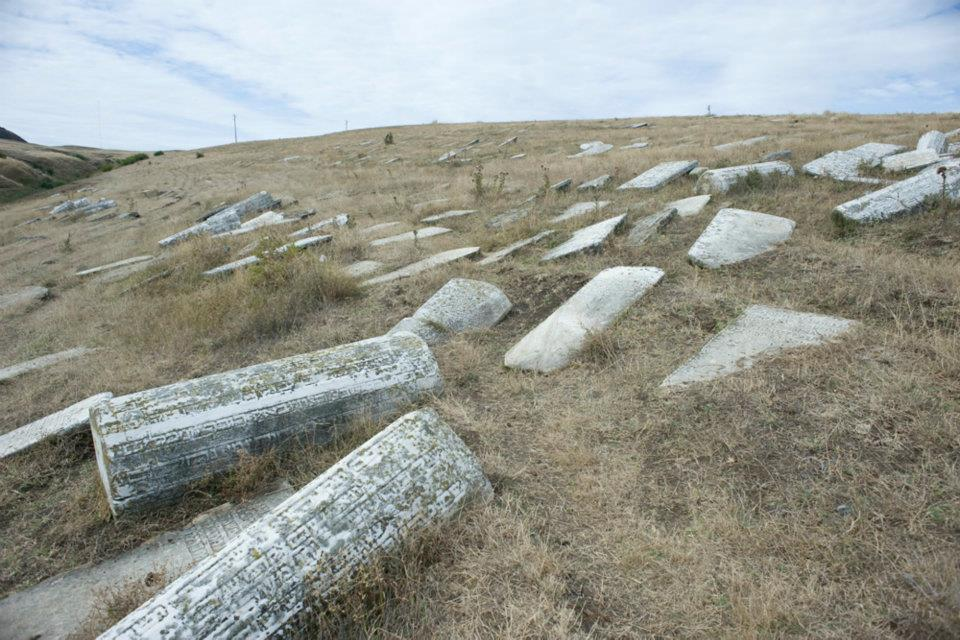
Jüdischer Friedhof in Karnobat (2012)

Der weitläufige jüdische Friedhof gilt als eines der „touristischen Highlights der Stadt“. Er liegt einen Kilometer südlich der Stadt.
Karnobat war während der Periode der Bulgarischen Wiedergeburt ein Zentrum der jüdischen Kolonie in Südostbulgarien.